# Ganeshpur
Ganeshpur O ficheiro de áudio "Ganeshpur.ogg" não foi encontrado (em marata:  गणेशपुर); Anteriormente conhecido como
Shanichari Pronúnciaⓘ (em marata:  शनिचरी) é uma vila no distrito de Bhandara, no estado indiano de Maharashtra.

## Demografia
Segundo o censo de 2001, Ganeshpur tinha uma população de 8183 habitantes. Os indivíduos do sexo masculino constituem 52% da população e os do sexo feminino 48%. Ganeshpur tem uma taxa de literacia de 83%, superior à média nacional de 59.5%: a literacia no sexo masculino é de 88% e no sexo feminino é de 78%. Em Ganeshpur, 10% da população está abaixo dos 6 anos de idade.